# Gmina Międzybórz
Die Gmina Międzybórz ist eine Stadt-und-Land-Gemeinde im Powiat Oleśnicki der Woiwodschaft Niederschlesien in Polen. Ihr Sitz ist die gleichnamige Kleinstadt (deutsch Neumittelwalde, bis 1886 Medzibor) mit etwa 2350 Einwohnern.

## Geographie

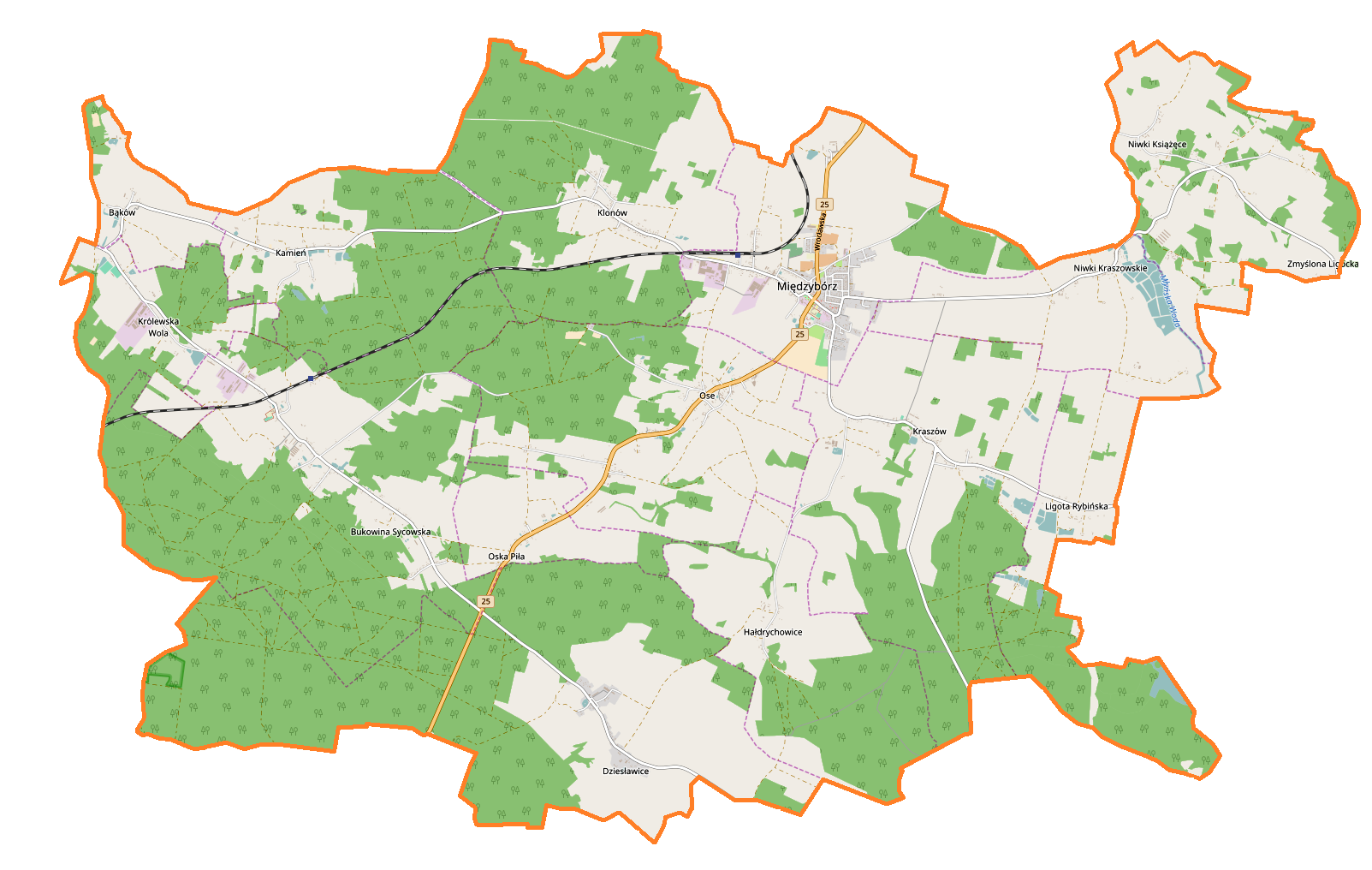
Karte der Gemeinde

Die Gemeinde liegt im Nordosten der Woiwodschaft und grenzt im Norden und Osten an die Woiwodschaft Großpolen. Nachbargemeinden sind dort Sośnie im Norden sowie Kobyla Góra im Ostn und in der Woiwodschaft Niederschlesien Syców im Süden sowie Twardogóra im Westen. Breslau liegt etwa 50 Kilometer südwestlich, die Kreisstadt Oleśnica (Oels) 25 Kilometer südwestlich.
Das Hügelland gehört zu den nordöstlichen Ausläufern der Wzgórza Trzebnickie (im Osten des Katzengebirges). Das Gemeindegebiet wird von kleineren Wasserläufen durchzogen, die zu Teichen aufgestaut wurden, der höchste Punkt liegt bei 272 m n.p.m.

## Gliederung
Zur Stadt-und-Land-Gemeinde Międzybórz gehören 13 Dörfer (deutsche Namen, amtlich bis 1945) mit einem Schulzenamt (sołectwo):
- Bąków (Bunkai; 1937–1945 Grünbach)
- Bukowina Sycowska (Bukowine; 1937–1945 Buchenhain)
- Dziesławice (Distelwitz)
- Hałdrychowice (Klein Ulbersdorf)
- Kamień (Polnisch Steine; 1939–1945 Schön Steine)
- Klonów (Klenowe)
- Kraszów (Kraschen)
- Królewska Wola (Königswille)
- Ligota Rybińska (Ellguth-Rippin; 1937–1945 Ostfelde)
- Niwki Kraszowskie (Kraschen-Niefken; 1937–1945 Landeshalt)
- Niwki Książęce (Fürstlich Niefken)
- Ose (Ossen)
- Oska Piła (Charlottenfeld)

## Verkehr
Die Landesstraße DK25 von der Kreisstadt Oleśnica nach Ostrów Wielkopolski (Ostrowo)  durchzieht das Gemeindegebiet von Süd nach Nord.
Der Bahnhof Międzybórz Sycowski liegt an der Bahnstrecke von Grabowno Wielkie nach Ostrów Wielkopolski. Im Westen des Gemeindegebiets besteht die Station in Bukowina Sycowska. – Zwischen den Weltkriegen war Międzybórz Grenzbahnhof an der damaligen deutsch-polnischen Grenze.
Der nächste internationale Flughafen ist Breslau.

## Persönlichkeiten
- Alfons Perlick (1895–1978), Pädagoge sowie Heimat- und Volkskundler; geboren in Ossen.